# 維森特河
49°42′52.97″N 11°3′6.37″E / 49.7147139°N 11.0517694°E
維森特河（德語：Wiesent），是德國的河流，位於該國東南部，由巴伐利亞負責管轄，屬於雷格尼茨河的右支流，河道全長76.8公里，流域面積1,041平方公里，河口處在福希海姆附近。